# Юдин, Иван Корнилович

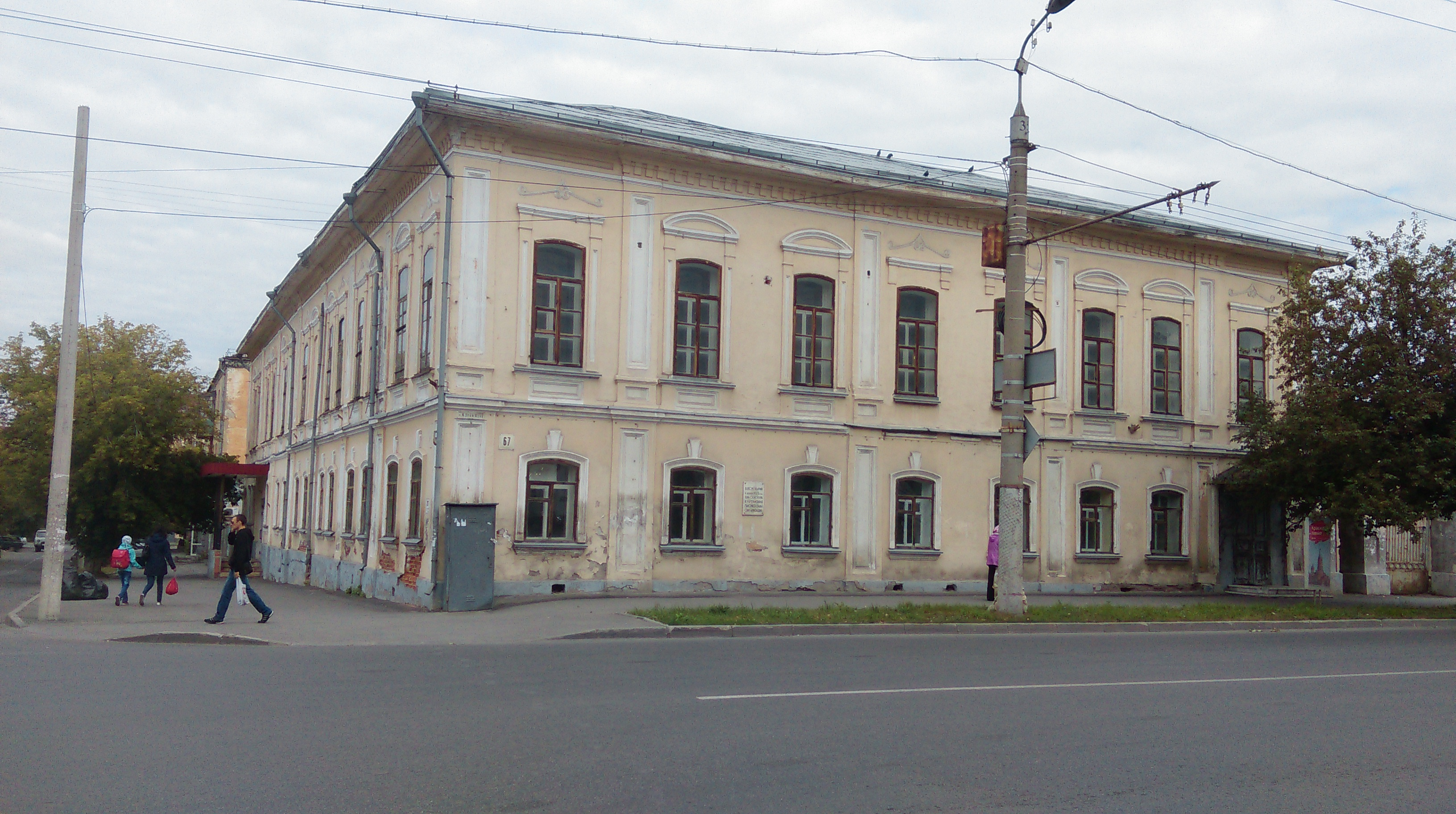
Дом, принадлежавший Юдиным до 1885 года,
г. Курган, ул. Куйбышева, 67.

Ива́н Корни́лович Ю́дин (31 января [12 февраля] 1863, Курган, Тобольская губерния — 3 апреля 1927, Верхнеудинск) — депутат Государственной думы Российской империи второго созыва, меньшевик.

## Биография

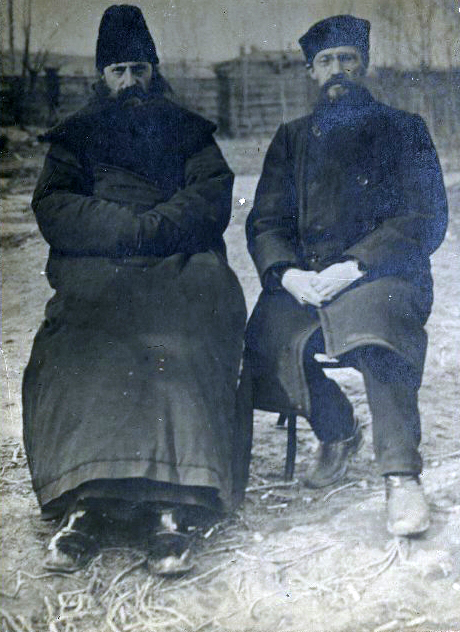
Депутаты II Государственной Думы от Енисейской губернии А. И. Бриллиантов и И. К. Юдин

Иван Юдин родился 31 января (12 февраля) 1863 года (по другим данным 31 декабря 1862 года) в купеческой семье в городе Кургане Курганского округа Тобольской губернии Западно-Сибирского генерал-губернаторства.
Отец, Корнилий Афанасьевич, владел усадьбой на ул. Солдатской (ныне ул. Максима Горького). 18 (30) ноября 1876 года Юдин продал за 300 руб. серебром двор мещанину Константину Варфоломееву Мергеневу, который выстроил двухэтажный полукаменный дом, боковым фасадом, выходящим в сад Розена. 20 июля (1 августа)  1873 года Корнилий Юдин купил за 1400 руб. серебром усадьбу 17,5х17 саж. на углу Троицкой улицы (ныне ул. Куйбышева) и Думского переулка (ныне ул. Комсомольская) у мещанина Семёна Козмина Фролова. Там стоял деревянный двухэтажный дом, вместо которого Юдин выстроил двухэтажный каменный дом (ныне ГБПОУ «Курганский областной колледж культуры», ул. Куйбышева, 67). Для строительства дома он взял деньги в Общественном банке, где был директором, но во время не смог выплатить ссуду и банк в 1885 году продал дом купцу Ивану Стефанову Бакиновоу за 11270 руб. К 1885 году семейство Юдиных уже числилось по мещанскому сословию.
Иван Юдин учился в трёхклассном городском училище. В молодости примкнул к революционной группе.
С 1884 по 1906 год жил в Красноярске. Работал в фирме купца Н. Г. Гадалова, сначала конторщиком, потом доверенным в оптовом магазине, а с 1888 года — управляющим пароходства. К 1891 году стал активным участником революционного движения, работал в подпольных типографиях. Был инициатором создания в Красноярске общества приказчиков.
В марте 1907 года избран депутатом Думы второго созыва от Енисейской губернии. По делу «социал-демократической фракции государственной думы» вместе с В. М. Серовым, П. А. Аникиным, В. А. Анисимовым и другими был приговорён к 4 годам каторжных работ.
Сначала отбывал наказание на Акатуйской каторге Нерчинского горного округа, в 1911 году окончил свой каторжный срок в Алгачинской каторжной тюрьме (закрыта в 1917 году, территория находится в Александрово-Заводском районе Забайкальского края) и поселён, как ссыльнопоселенец в селе Творогово Посольской волости Селенгинского уезда Забайкальской области. В 1912 году переехал в Верхнеудинск.
После Февральской революции 1917 года амнистирован. 28 мая 1917 года был избран в Верхнеудинский комитет РСДРП. В Верхнеудинске стал одним из инициатором создания отделения Общества бывших политкаторжан и ссыльнопоселенцев. В 1926 году принят кандидатом в члены ВКП(б).
Иван Корнилович Юдин скончался 3 апреля 1927 года в городе Верхнеудинске Бурят-Монгольской АССР, ныне город Улан-Удэ — столица Республики Бурятия.

## Семья
- Дед и бабушка — Афанасий Иванович (?  — 4 (16) марта 1867 года) и Федора Фроловна Юдины, мещане города Кургана
- Дед и бабушка — Марко Федоров (ок. 1813—?) и Аграфена Федорова (ок. 1813—?), в 1850 году причислены к крестьянам деревни Малой Чаусовой Смолинской волости Курганского округа из вольноотпущенных людей графини Борх.
- Отец — Корнилий Афанасьевич Юдин, купец.
- Мать — Мария Марковна Модина (ок. 1836  — 25 марта (6 апреля)  1867 года), крестьянская дочь, венчались 20 июля (1 августа)  1858 года в Богородице-Рождественской церкви г. Кургана. За жениха ручались купеческий брат Парфений Федоров Шветов и вязниковский мещанин Петр Михайлов Корнилов; за невесту – купеческий сын Федор Семёнов Березин и крестьянин деревни Малой Чаусовой Яков Павлов Павлов. Венчал о. Иоанн Волков.
- Братья и сёстры: Анна (июль 1859 — 1859), Елена (21 мая (2 июня)  1860 года — 4 (16) сентября 1860 года), Любовь (род. 18 (30) сентября 1861 года, с 9 (21) января 1880 года замужем за великоустюжским мещанином Павлом Григорьевичем Бухряковым),  Алексей (11 (23) марта 1864 года — 18 (30) марта 1864 года), Анна (22 апреля (4 мая)  1865 года — после 1885), Надежда (род. 21 сентября (3 октября)  1866 года — умерла в младенчестве)
- Братья и сёстры от второго брака отца с дочерью курганского мещанина Марией Афанасьевной Тюлькиной (ок. 1852—10 (22) мая 1878 года)): Петр (род. 17 (29) июня 1868 года, обучался в тюменском реальном училище), Ольга (1 (13) июля 1869 года — 9 (21) июля 1869 года), Алексей (17 (29) мая 1870 года-24 июня (6 июля)  1870 года), Александр (1 (13) июня 1871 года — 4 (16) августа 1871 года), Владимир (6 (18) июля 1873 года — умер в младенчестве), Антонина (8 (20) июня 1872 года — умерла в младенчестве), Таисья (1874 — после 1885).
- Братья и сёстры от третьего брака отца с дочерью курганского мещанина Зинаидой Петровной Хариной (ок. 1858—?): Мария (28 января (9 февраля)  1880 года — умерла в младенчестве), Елена (9 (21) апреля 1881 года — после 1885), Сергей (21 сентября (3 октября)  1882 года — 25 февраля (9 марта)  1883 года), Валентина (16 (28) декабря 1884 года — после 1885), Клавдия (6 (18) ноября 1887 года — 30 июля (11 августа)  1888 года).
- Жена — Мария Антоновна Петрякова
- Семь детей, в т.ч.:
  - Сын — Виталий, дипломат в советским посольстве в Монголии, ученый-востоковед.
    - Внучка — Юдина, Лилия Витальевна, актриса театра и кино[7]